# 锁链圣母堂

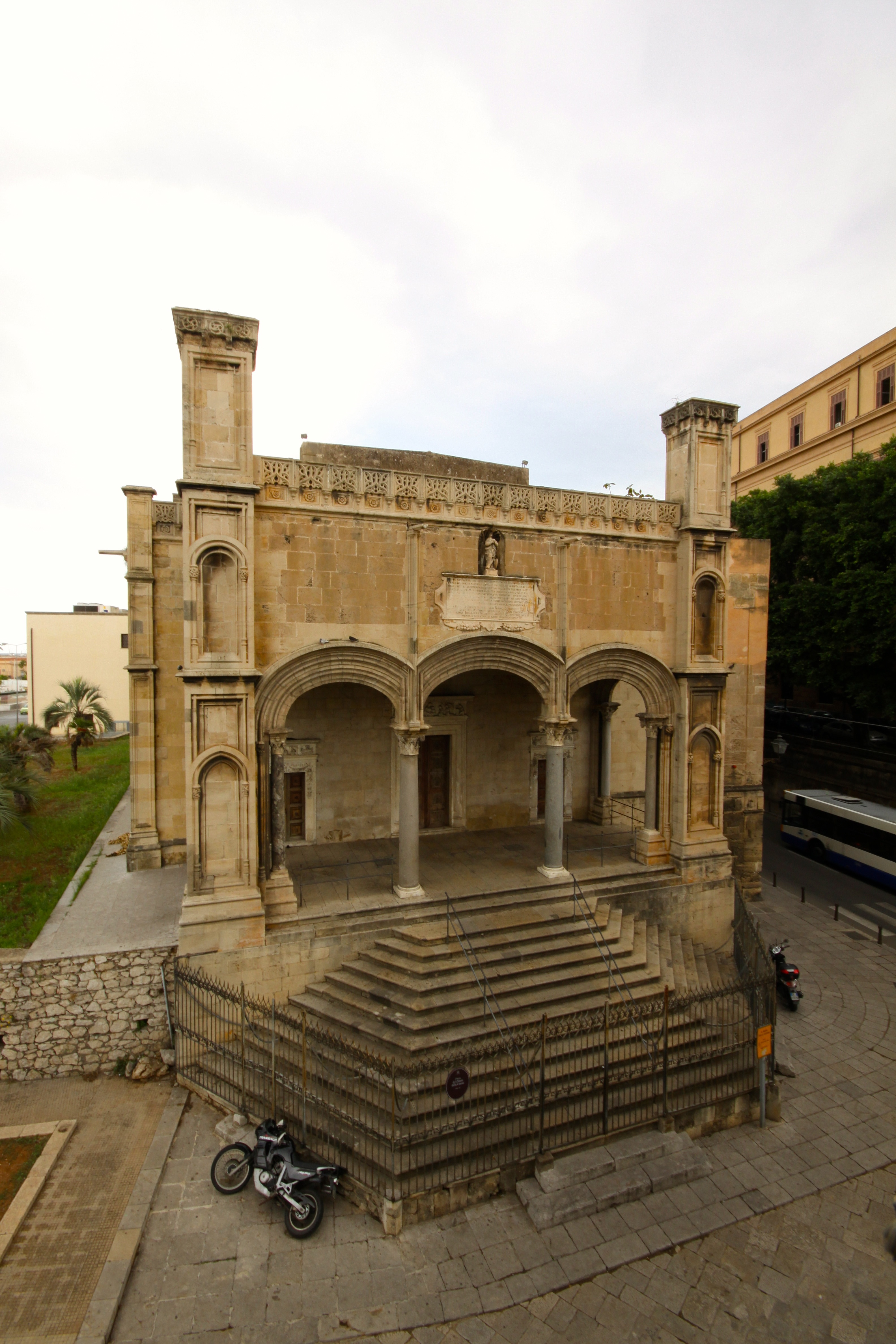

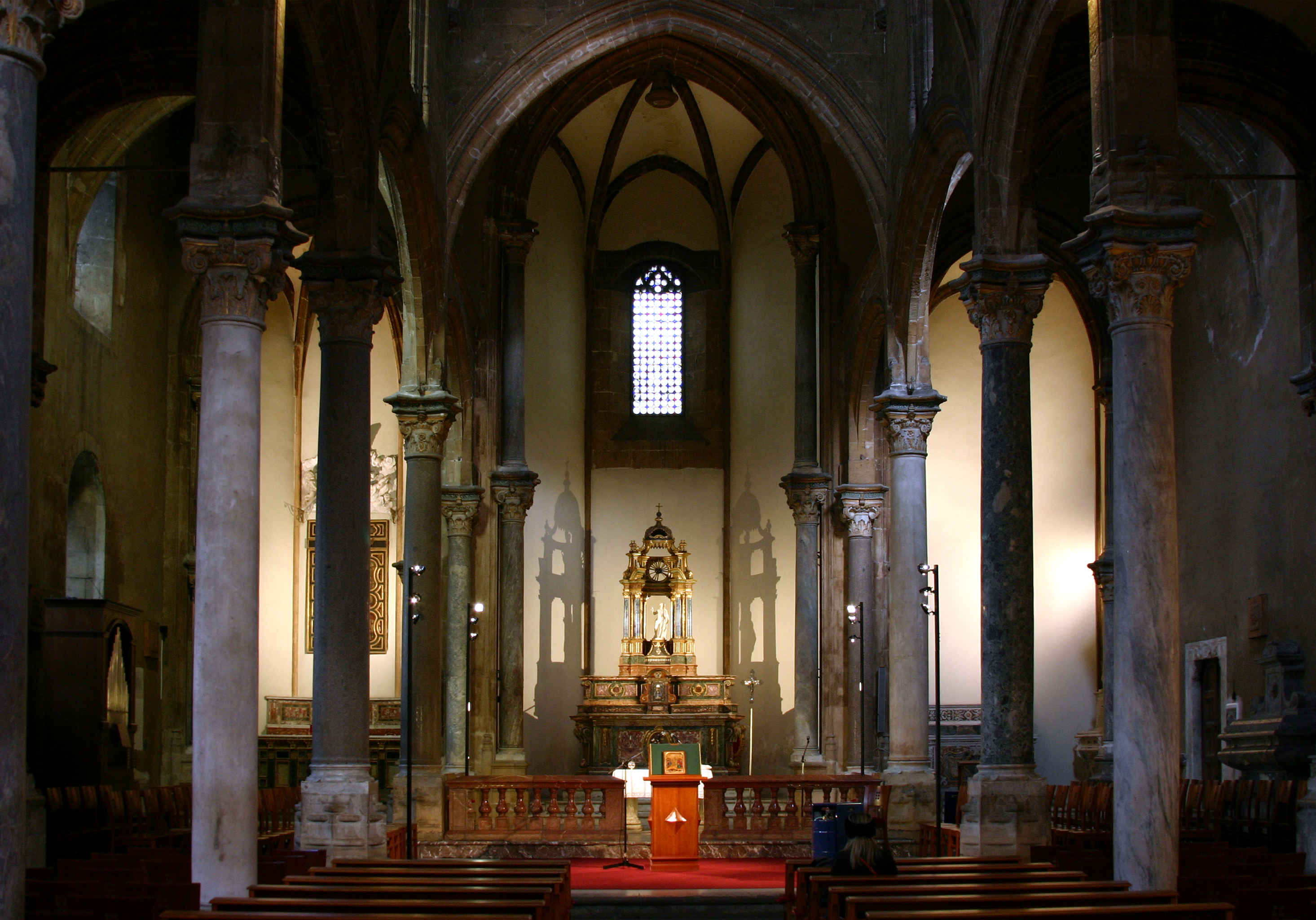
内部

锁链圣母堂（Santa Maria della Catena）是意大利南部西西里首府巴勒莫的一座教堂。
该堂建于1490-1520年，由Matteo Carnilivari设计。其名称来源于墙壁上的封锁卡拉港口的锁链。
该建筑混合了后期文艺复兴风格和哥特-加泰罗尼亚风格，后者可明显见于位于阶梯（1845年）顶部的三段带拱凉廊。内部也是后期哥特式，艺术品包括《耶稣降生和牧羊人的崇拜》（17世纪）以及16世纪文森佐的浮雕。
附属于教堂的是1602年的修道院。从1844年开始，一直是档案馆的所在地。